# シオリ (クレーター)
シオリ（英語: Shioli）は、月の神酒の海の西に位置し、光条を有する若い小さな衝突クレーターである。

## 概要
元々は無名のクレーターであったが、日本初の月面着陸を目指したSLIM（小型月着陸実証機）の着陸目標地点付近にあることから宇宙科学研究所によって名称が提案され、2019年8月12日に国際天文学連合 (IAU) の惑星系の名称に関するワーキンググループ (WGPSN) によって正式に認定された。この名前は、SLIMが「ムーンスナイパー」と呼ばれる程のかつてない高精度のピンポイント着陸を目指す事から、月探査史の新たなページの栞となるようにという願いを込めて名付けられた。一方で国際天文学連合によって制定されている規則では、月の小型のクレーターの命名には一般的な個人名を用いるという規定があるため、名称の由来は名目上では日本の女性に一般的に使われる名となっている。